# Tarsonops ariguanabo
Espèce
Synonymes
- Nops ariguanabo Alayón, 1986

Tarsonops ariguanabo est une espèce d'araignées aranéomorphes de la famille des Caponiidae.

## Distribution
Cette espèce se rencontre à Cuba et au Panama,.

## Publication originale
- Alayón, 1986 : Descripción de una especie nueva de Nops MacLeay, 1839 (Arachnida: Araneae: Caponiidae). Poeyana, vol. 308, p. 1-5.